# ミュージアム・ビクトリア
ミュージアムズ・ビクトリア（英: Museums Victoria）は、オーストラリアのビクトリア州が行う博物館相当施設の事業主体、博物館運営機構。傘下にメルボルン博物館、移住博物館とメルボルン科学博物館の3件と王立展示館を運営し、また保管施設をメルボルン市下シティ・オブ・モアランド（City of Moreland）地区に置く。2015年までの名称は単数形の「ミュージアム・ビクトリア」であった。
20世紀前半の競走馬ファーラップの剥製をメルボルン博物館に所蔵。

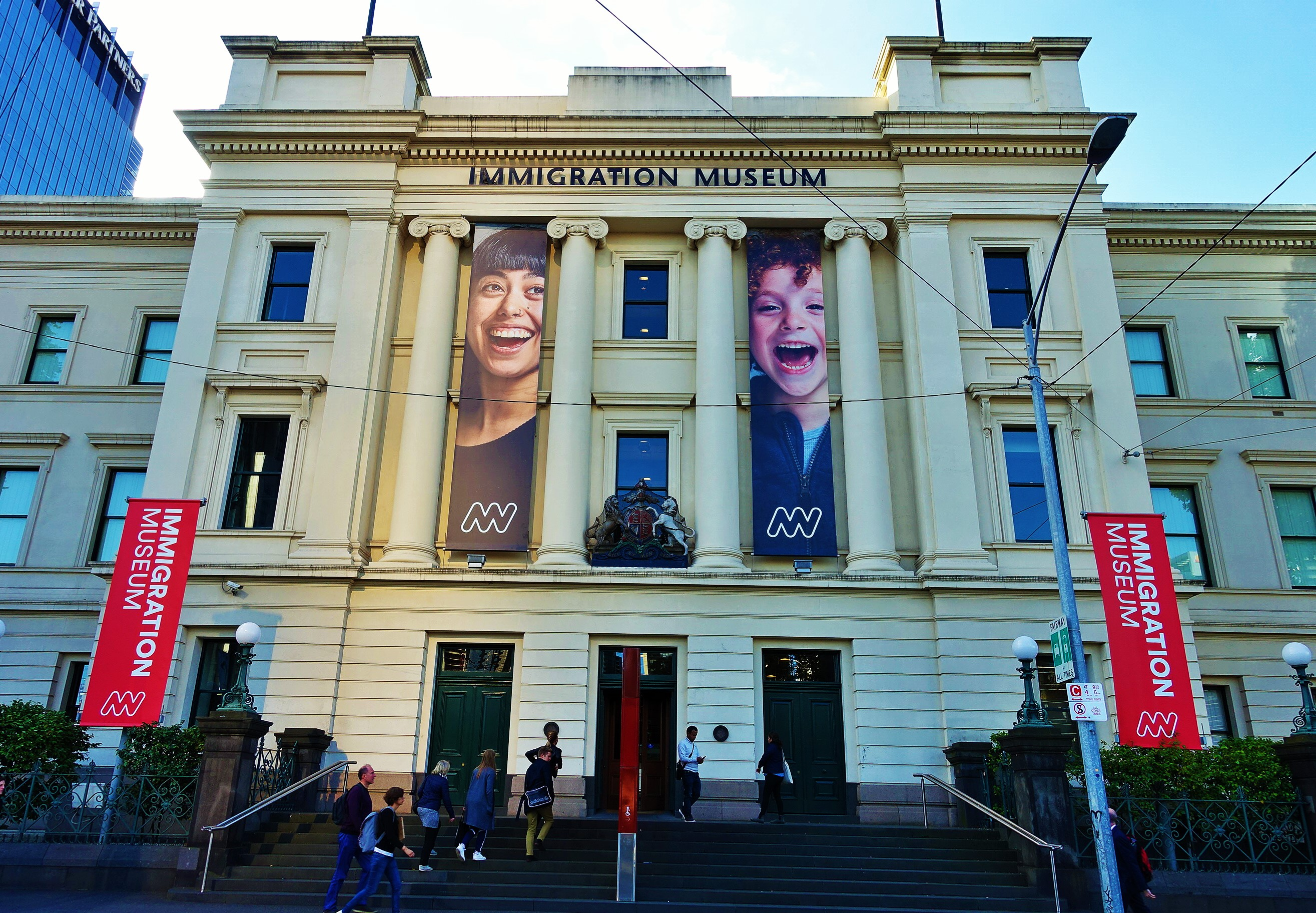
移住博物館の外観。メルボルンの税関旧庁舎を転用

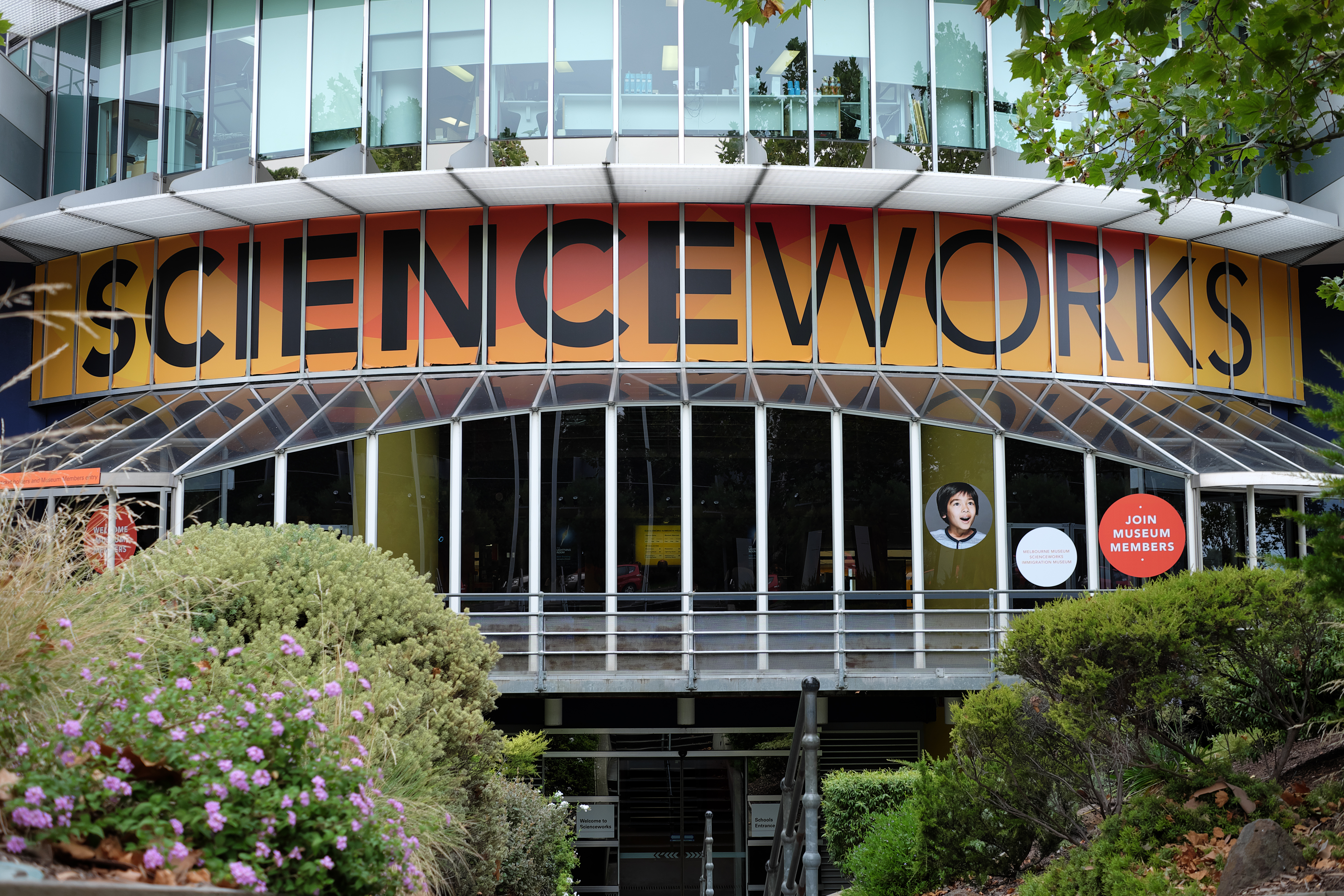
メルボルン科学博物館

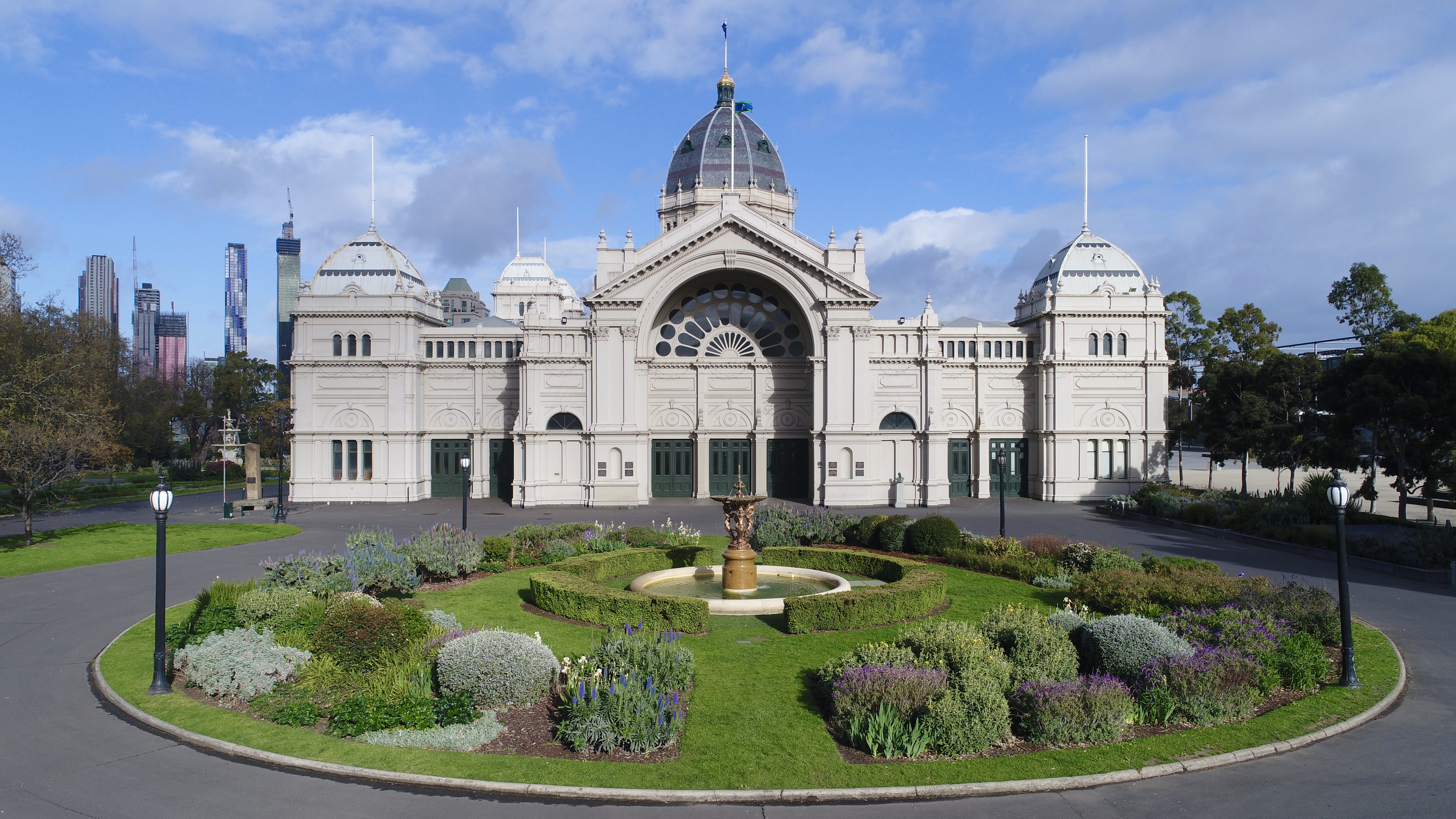
王立展示館は世界遺産

## 沿革
この博物館運営機構はビクトリア政府の「自然誌鉱床学博物館」（1854年設立）を提唱したウィリアム・ブランドースキー（William Blandowski）らの働きまでさかのぼることができる。
1869年国立美術館博物館図書館法の施行により公設博物館施設と公立図書館およびビクトリア国立美術館の管理主体を統合したものの、第二次世界大戦下の1944年に博物館国立美術館公立図書館法の発布を受けて4者に分立した経緯がある。
ミュージアムズ・ビクトリアはオーストラリア博物館美術館法（1983年）の規定に従って運営され、収蔵資料は合計17 00万点超を数える。その範囲はオーストラリアと太平洋諸島の先住民文化、地学と歴史学、古生物学と動物学、科学と技術にわたる。この機構に属する図書館には国内でも貴重で希少な18世紀と19世紀の図書資料があり、科学研究論文（モノグラフ）と論叢を複数納めている。
これまでの主なできごとを次の節に記す。

### 年表
- 1854年 – 自然誌鉱床学博物館を開設。提唱者のひとりブランドースキー（William Blandowski）が主幹に着任する
- 1856年 – 同館の所蔵品をフレデリック・マッコイの提唱によりメルボルン大学（パークヴィル）に移管する
  - 1858年 – マッコイに国立ビクトリア博物館の初代「館長」の肩書きを授与する
  - 1862年 – 同学構内に新館を建てて資料を収蔵、「国立ビクトリア博物館」と命名して開館する
- 1869年 – 国立博物館と創設まもない工業技術博物館 （以下I&T）[7]ならびに国立ビクトリア美術館（以下NGV）、ビクトリア州立図書館の事業主体を統合
- 1870年 – 図書館の裏手、スワントン通りに面してI&T博物館を開館する[8]
  - 1893年 – ラッセル通りに図書館複合施設を新築し、I&T博物館を移転する
  - 1899年 – I&T博物館を休館して複合施設から撤収し、その鉱物資料の移管を受けた国立博物館が入居。I&T博物館に残った所蔵資料は保管施設に収納する
  - 1915年 – 図書館のクィーンズ分館を整理してI&T博物館を再開する。提唱者はジョージ・スウィンバーンとジョン・モナシュ
- 1927年 – 国立博物館がオーストラリア固有種の鳥類の卵のコレクション H. L. White Collection を購入する
- 1944年 – 図書館と NGV のもとにまとめてあった4館の運営を分立。複合施設の利用を続ける
- 1945年 – I&T博物館を改称、応用科学博物館となる（MAS＝Museum of Applied Science）
  - 1946年 – MAS がメルボルン天文台を吸収
  - 1961年 – MAS をさらに改称、応用科学研究機関となる
- 1969年 – NGV をセントキルダ通りへ移転、代わりに 応用科学研究機関が入居。旧クイーンズ分館は図書館に帰属する
- 1971年 – 応用科学研究機関をさらに改称、ビクトリア科学博物館となる
- 1981年 – 博物館駅（英語版）が開業、交通が便利になる
- 1983年 – 国立ビクトリア博物館とビクトリア科学博物館を統合、ミュージアム・ビクトリア（NMV）が発足する[9]
- 1992年 – 科学博物館 (メルボルン)（英語版）をスポッツウッド地区に開館
- 1997年 – スワンストン通りの複合施設を閉鎖する
- 1998年 – ビクトリア博物館をミュージアム・ビクトリアに改称。メルボルン博物館（英語版）、移住博物館、ギリシャ古代博物館を創設する
- 2000年 – メルボルン博物館をカールトン・ガーデンズ地区に開館[10]
- 2016年 – ミュージアムビクトリアを改称、ミュージアムズ・ビクトリアとなる

## 図書館
ミュージアムズ・ビクトリア の図書館部門は1850年代に博物館の職員と学芸員が利用する文献資料室として始まり、やがてオーストラリア国内屈指の自然誌関連の書籍と専門誌を保有するまでになった。メルボルン大学構内に所在し、1906年に博物館の移転に伴い場所を変えるときに公共図書館と連携を始めた。

ミュージアムズ・ビクトリアの収蔵する特徴的な図書資料
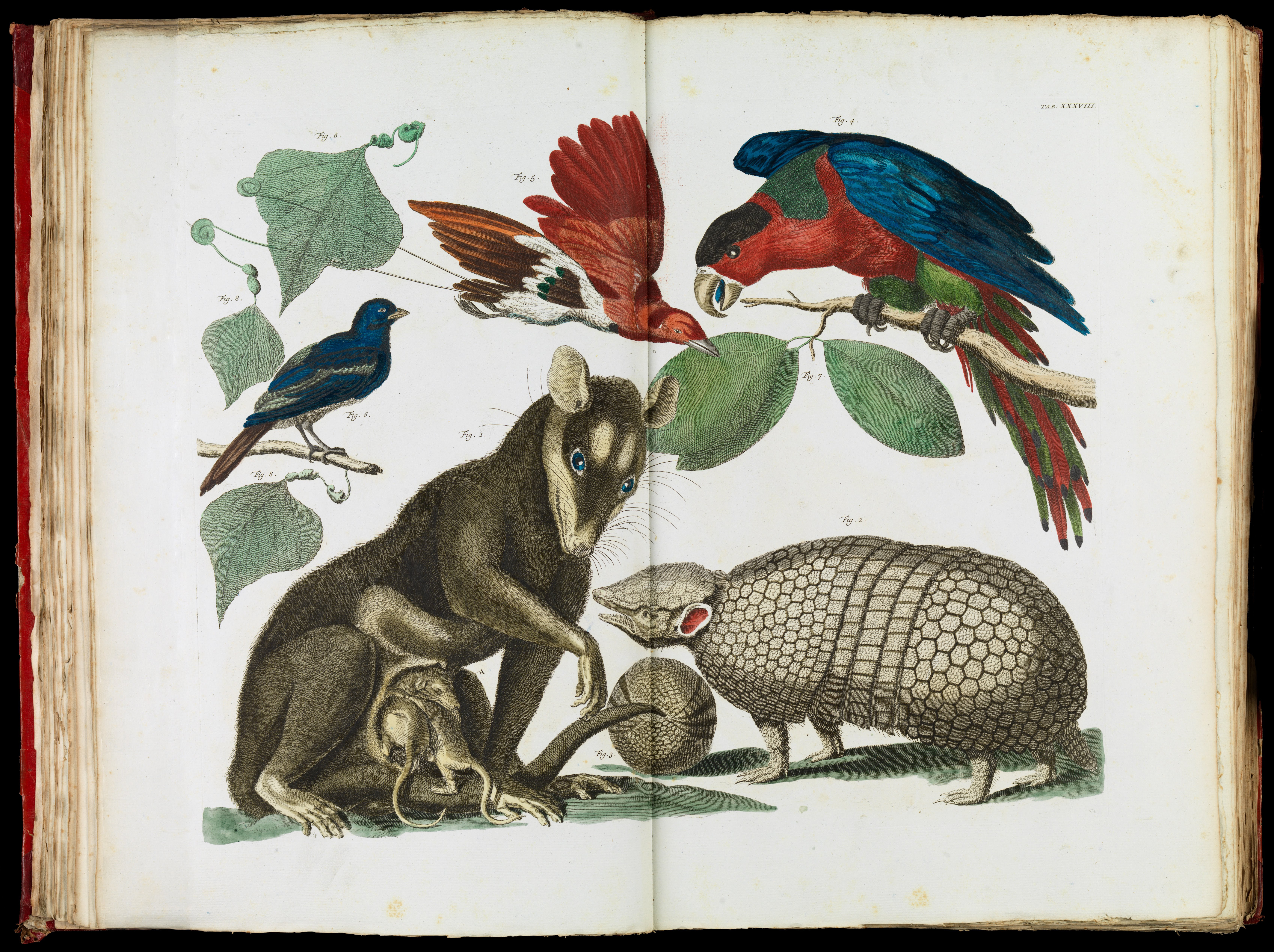
『Thesaurus』掲載の見開き図版（アルベルトゥス・セバ著書より）
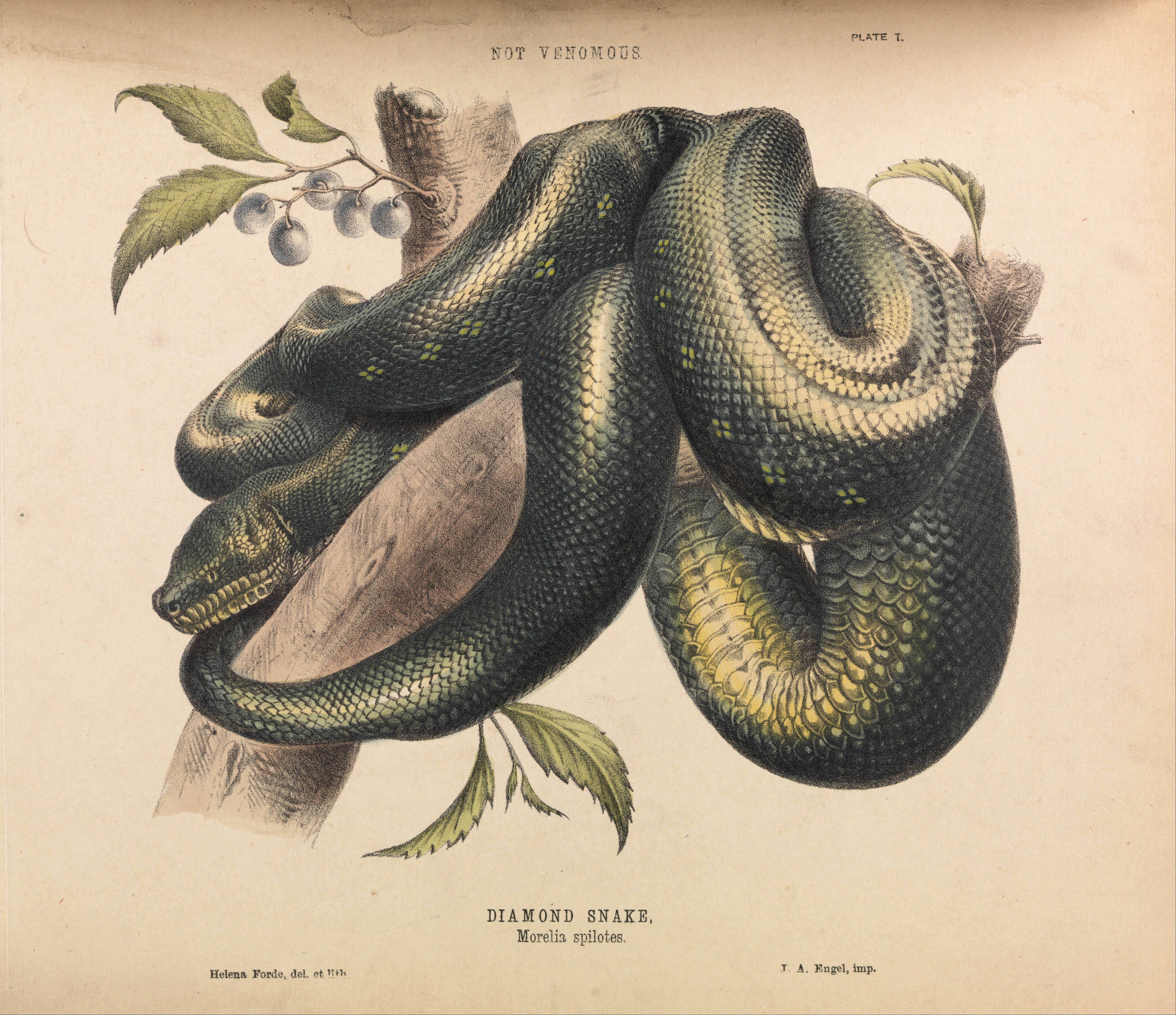
カーペットニシキヘビの仲間 diamond python（Gerard Krefft著書より）
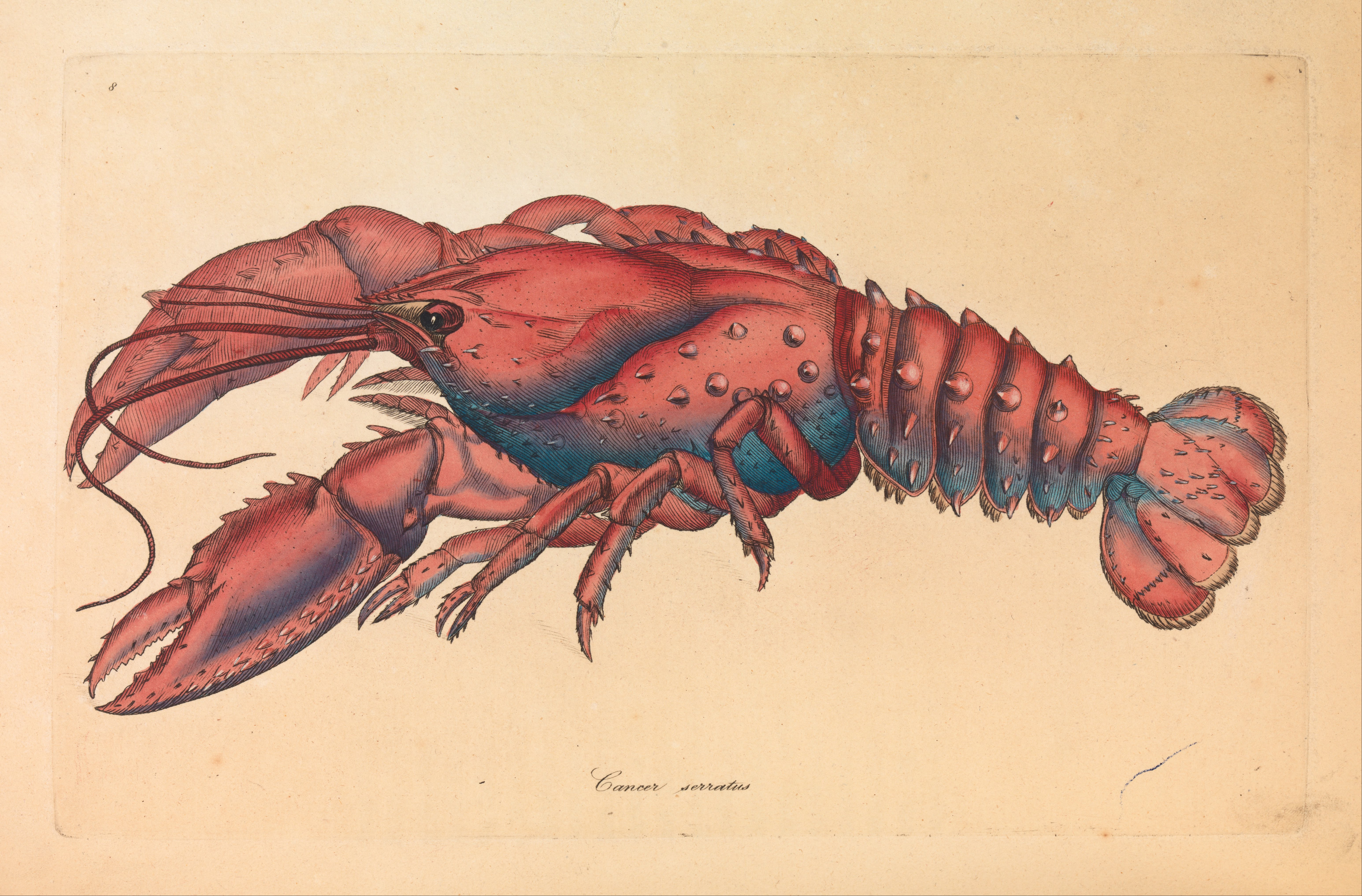
ジョージ・ショー著書より図版番号8
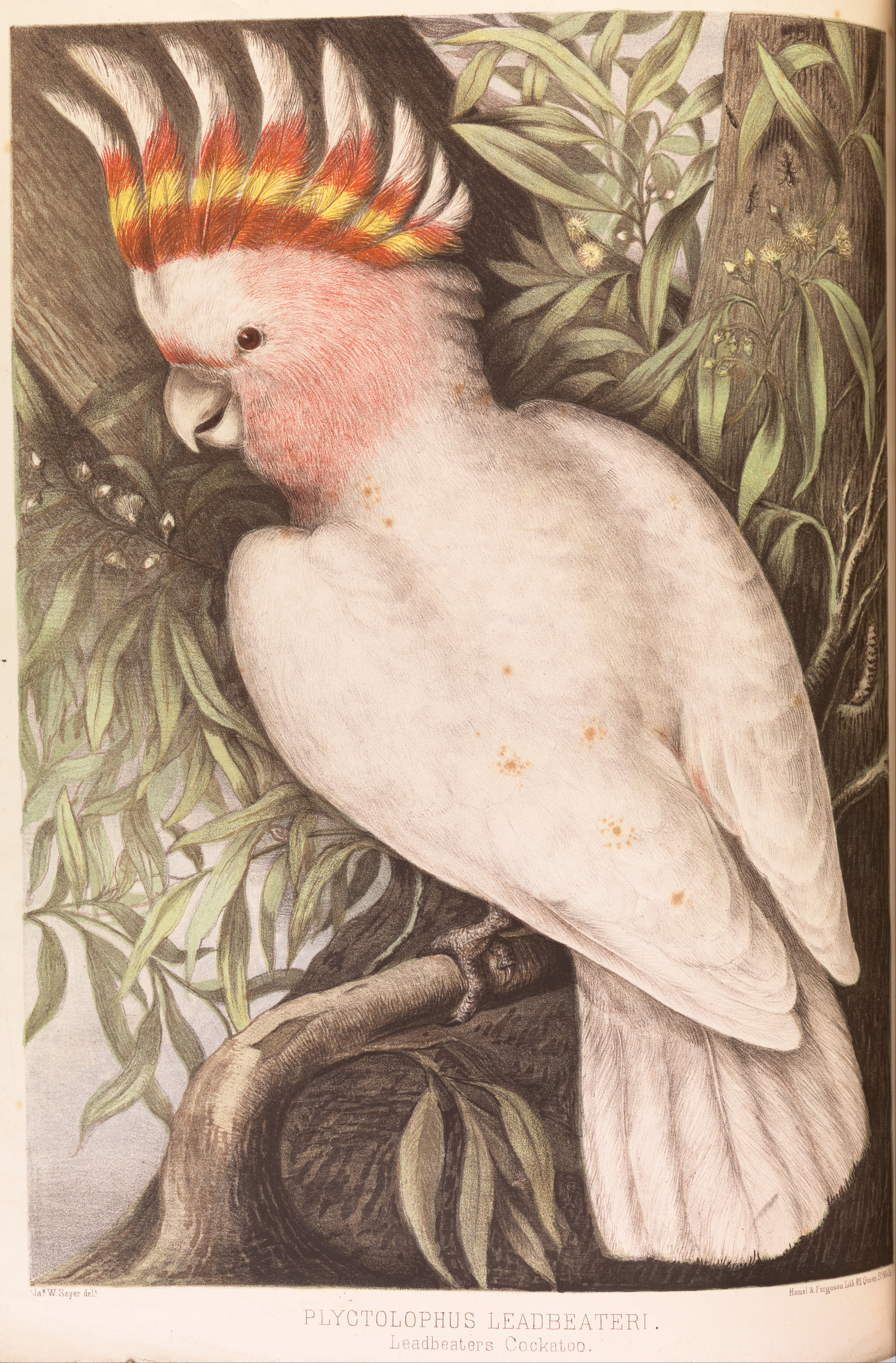
多色刷り石版画の図版
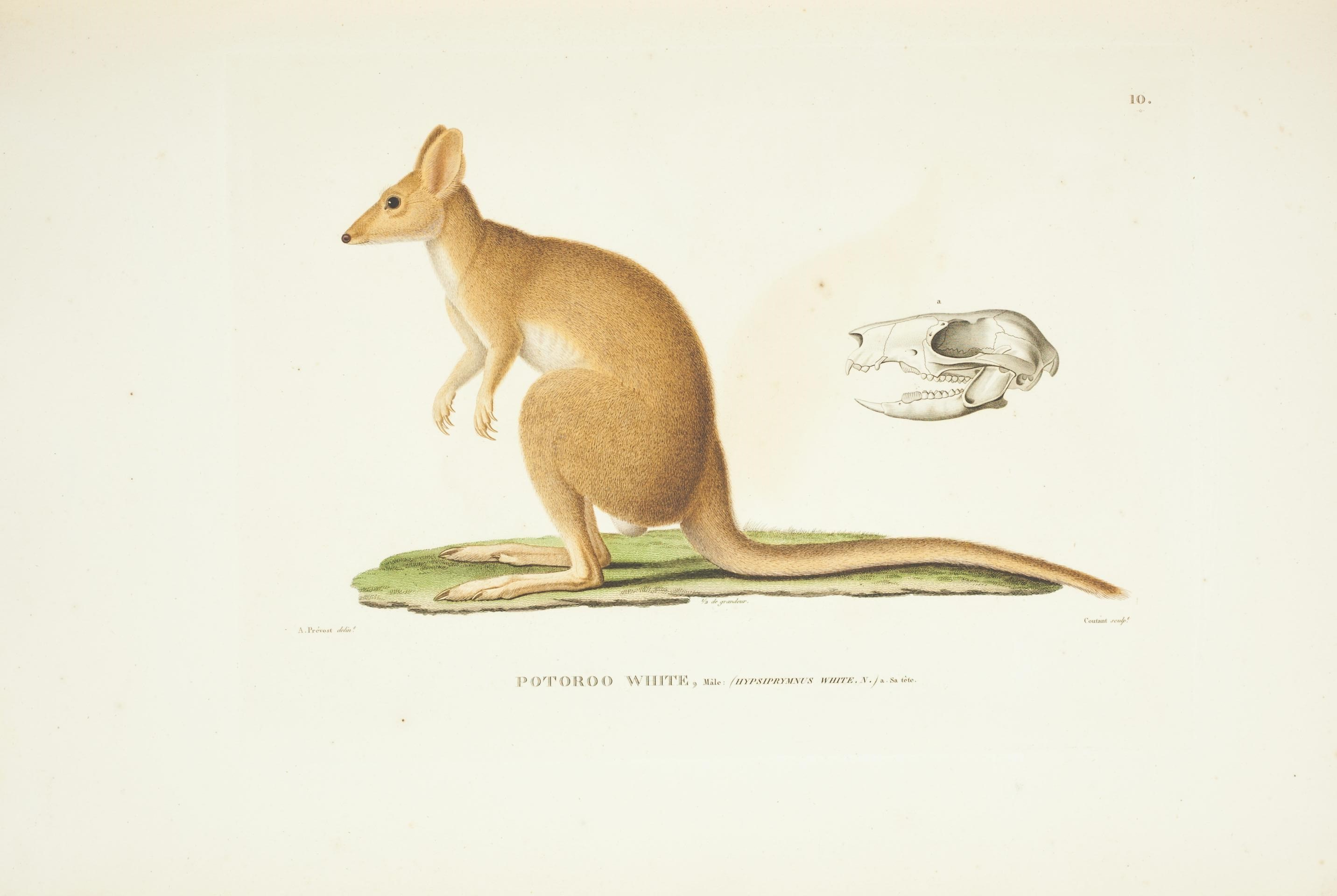
双前歯目カンガルー亜目の仲間 potoroo の図（ルイ・ド・フレシネ著書Voyage autour du monde より）
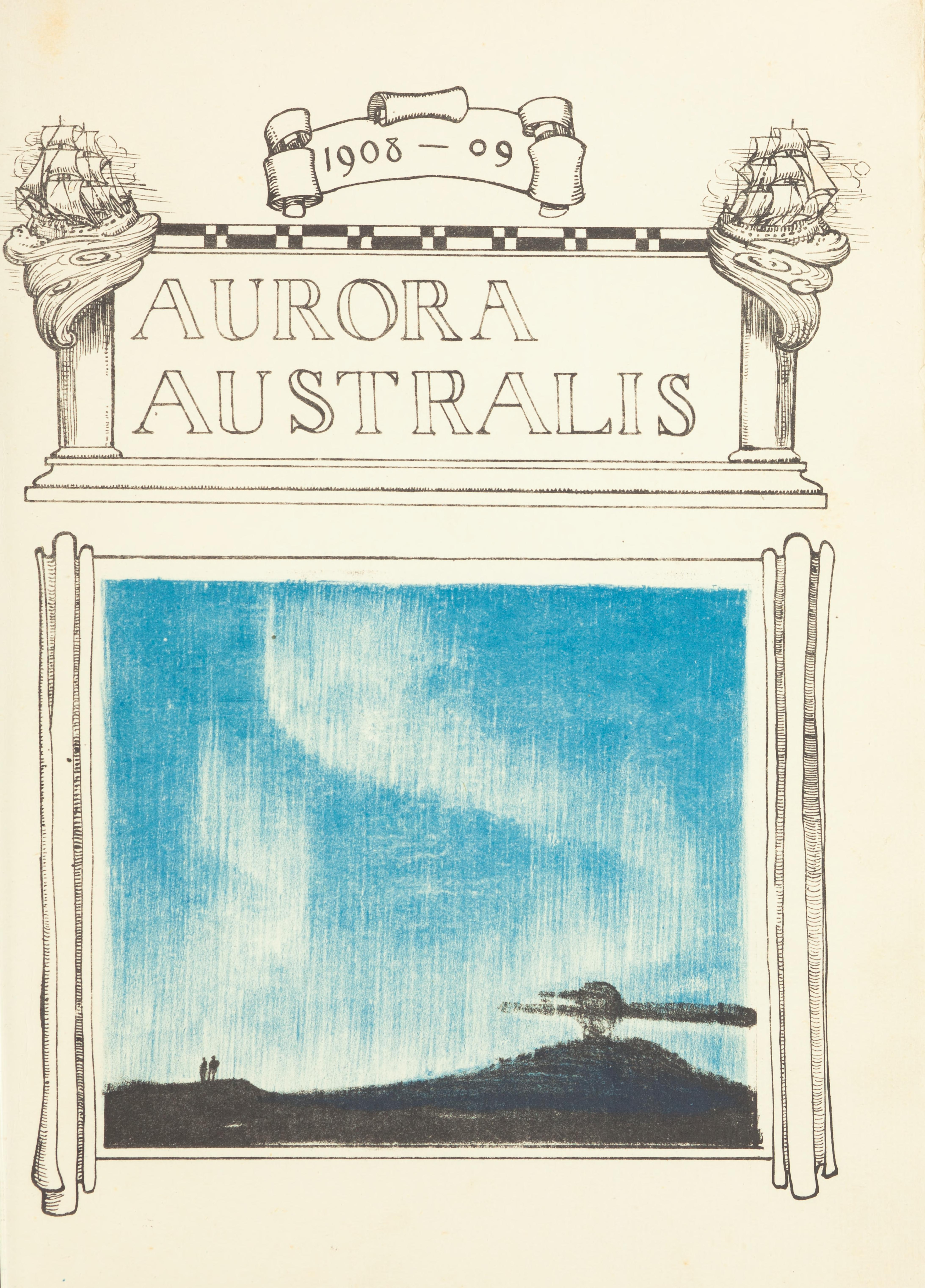
『オーロラ・オーストラリス』の大扉の挿し絵
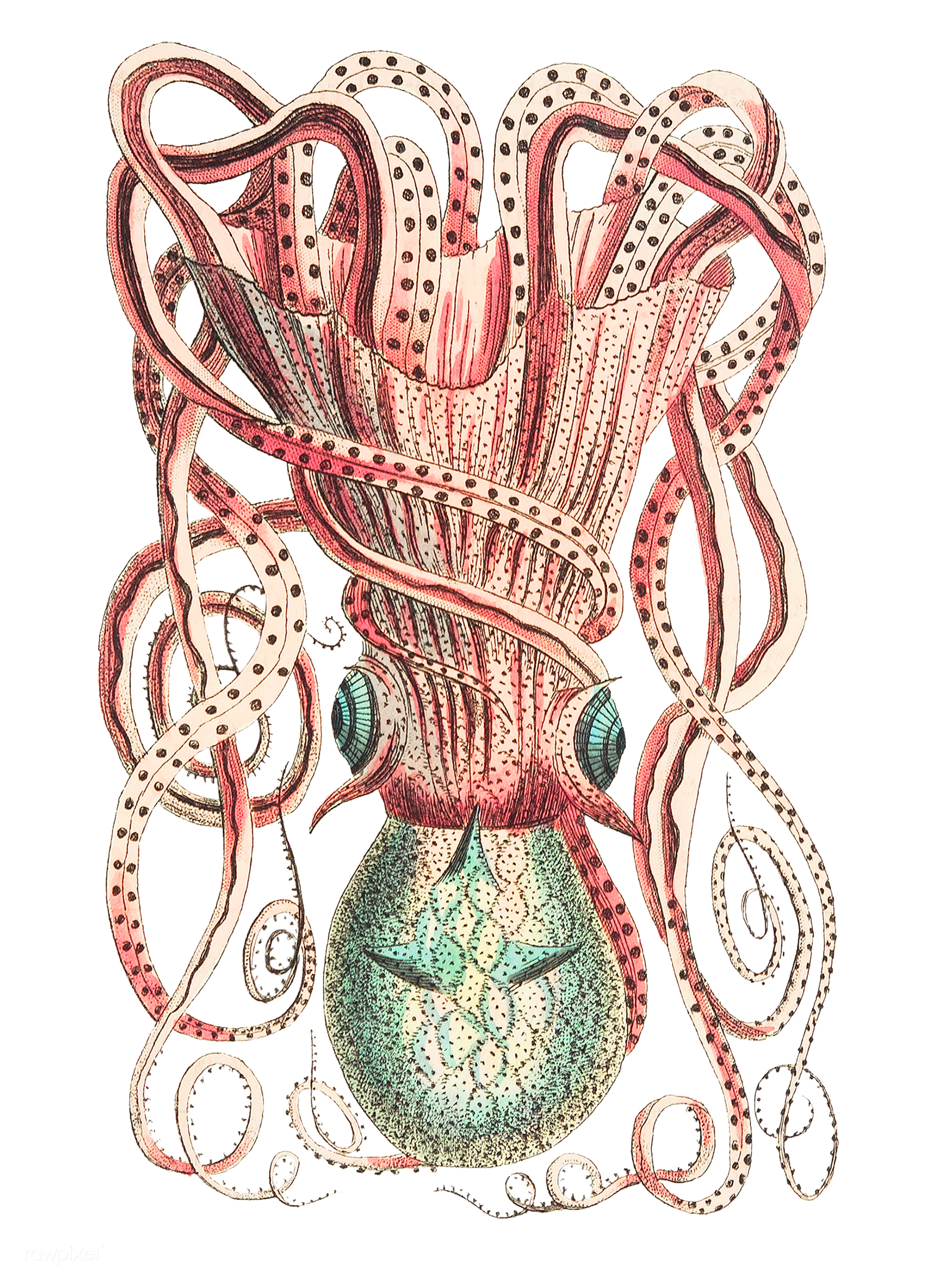
頭足類の挿し絵（ジョージ・ショー著書より）
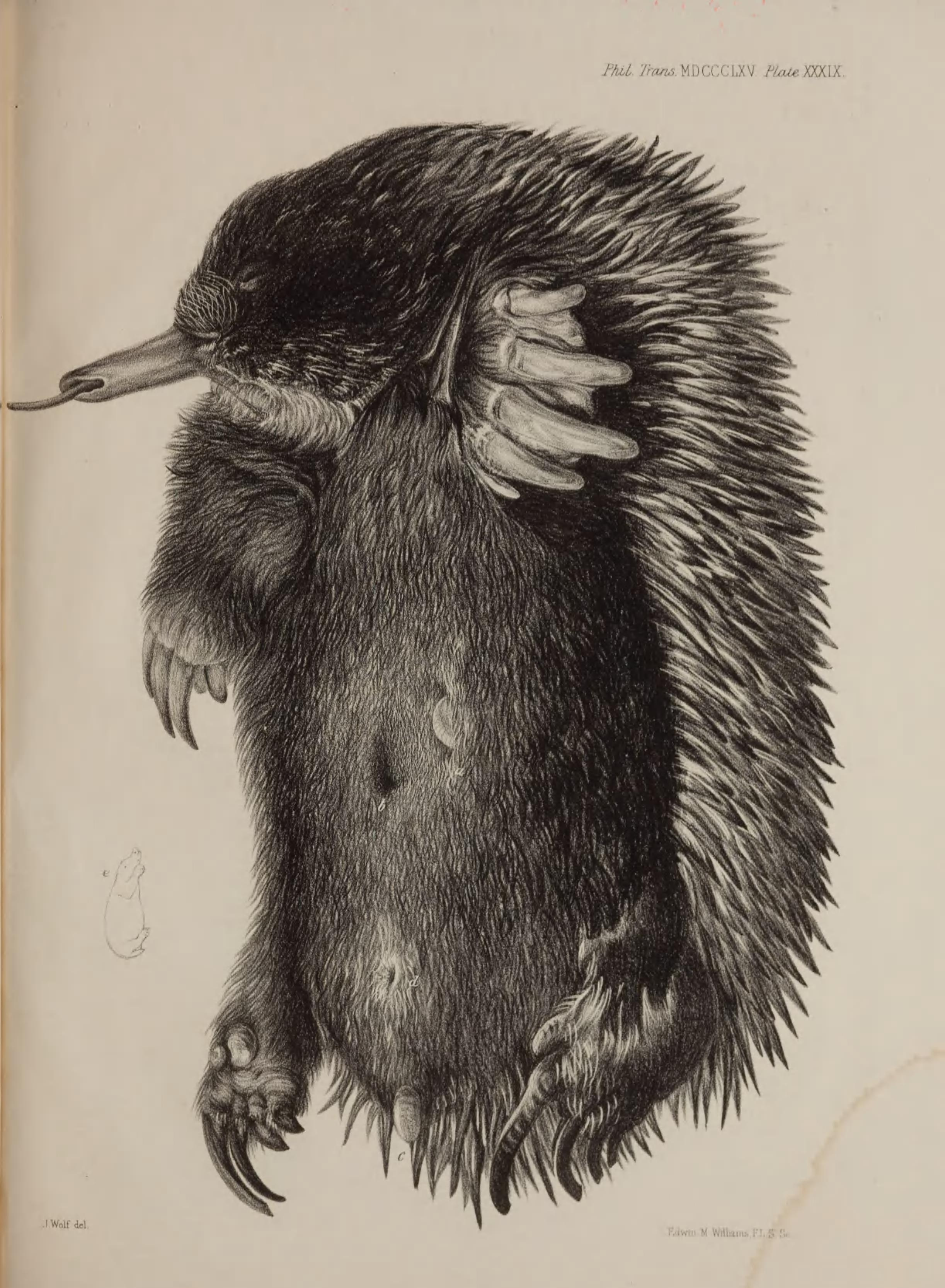
ハリモグラの図版（リチャード・オーウェン著書より）